# Diego Osorio y Villegas
Diego Osorio y Villegas o sin agnación fingida como Diego de Villegas Osorio, más conocido por Diego Osorio o por grafía antigua como Diego Ossorio, o bien Diego Osorio Villegas (Villasandino, España, ca. 1545 - Santo Domingo, capitanía general homónima del Virreinato de Nueva España, 26 de octubre de 1600) fue un militar, caballero de la Orden de Santiago y noble español que fue asignado al gobierno de la provincia de Venezuela desde finales de 1588 hasta que en 1596 fue nombrado gobernador y capitán general de Santo Domingo y presidente de la Real Audiencia homónima, cargos que ostentaría hasta su fallecimiento. Como militar participó en las guerra de los Ochenta Años, con el objetivo de impedir la independencia del Condado de Flandes, y luego pasó nueve años en la Armada Española, por lo cual fue destinado a la península itálica y en su país. Fundó en la América española la ciudad de La Guaira en 1589, además de dar la orden a Juan Fernández de León de erigir a Guanare en 1593 y a Francisco Loreto para fundar La Victoria en 1595, entre otras. Hacia 1575 había heredado el mayorazgo y señorío de la Casa de Villegas de Sasamón y en 1598 se convertiría en el señor de la Casa de Osorio de Villasandino.

## Biografía hasta el viaje a Centroamérica

### Origen familiar y primeros años
Diego de Osorio y Villegas había nacido hacia 1540 en la localidad de Villasandino —cercano al actual municipio burgalés de Sasamón— ubicado en la entonces Castilla la Vieja que formaba parte de la Corona española.
Su padre era el licenciado Martín Gutiérrez de Villegas (n. Sasamón de la comarca del Odra-Pisuerga, ca. 1505) quien fuera el segundo señor de la Casa de Villegas de Sasamón que a su vez era hijo del bachiller Juan Gutiérrez de Villegas (n. Burgos, ca. 1463), señor fundador del mayorazgo hacia 1500, y de Elvira González de Caraveo, además de bisnieto de Pedro Díaz de Villegas, señor de la villa y comarca de Villegas y de la Casa homónima de Sasamón, y tataranieto del merino mayor de Castilla, el señor Ruy Pérez II de Villegas.
Beatriz Barba Osorio (n. Villasandino, ca. 1523) era su madre, quien testara en Sasamón en el año 1603. Era la tercera de los cinco hijos que tuvieron Luis Osorio, señor de la Casa de Osorio de Villasandino, y Francisca de Vozmediano y Barba que comprara y fundara la capilla mayor del linaje de Vozmediano de la iglesia de San Francisco de Sahagún y quien fuera a su vez hija del capitán Juan de Vozmediano y Barba, señor de Terradillos y Bustocirio, y de Francisca de Escobar, señora de Calzadilla de los Hermanillos, además de nieta del señor Rodrigo de Vozmediano Herrera y de Constanza Barba, y bisnieta de Pedro Barba quien fuera señor de Castrofuerte.
Siendo el primogénito tenía seis hermanos, el segundogénito era el reverendo escritor Juan Osorio de Villegas (Villasandino, 1542 - Medina del Campo, 1594) que había ingresado en el colegio jesuita de Salamanca en 1558 y se convertiría en 1576 en el primer rector del «Colegio de la Compañía de Jesús» de Soria, el tercero era Antonio Osorio y Villegas (n. Villasandino, ca. 1543) quien fuera caballero de la Orden de Santiago, sirviendo veinte años de servicios en Flandes, y capitán general de La Española en dos períodos, y desde 1601 también presidente de la Real Audiencia de Santo Domingo y como tal, el ejecutor real de las devastaciones del occidente insular de 1605 para erradicar el contrabando.
Los cuatro hermanos menores eran Luis de Osorio Villegas (n. ib., ca. 1546 - Flandes, Países Bajos españoles, e/ 1578 y 1585), el cuarto en orden de nacimiento, que se convirtió en corregidor de Jerez de la Frontera y quien además hacia 1576 participaría con Diego en la guerra de los Ochenta Años. El quinto de los hermanos era fray Pedro de Villegas Barba y Osorio (ib., ca. 1549 - m. 1597), le seguía la penúltima Beatriz de Osorio y Villegas (n. ib., ca. 1557) que se casó con Juan de Ayala Calderón quien fuera caballero de la Orden de Santiago, y la menor de todos, Elena de Osorio (n. ib., ca. 1558).

### Carrera militar en Europa
Osorio Villegas hacia 1560 sirvió durante quince años en los Países Bajos y participó en el bando español de la guerra de Flandes, que comenzó en 1568 con el objetivo de independizar el condado de la Corona hispana, y hacia 1575 habiendo heredado el señorío de la Casa de Villegas de Sasamón, por otros nueve años participó con la armada española en Italia y en su tierra natal.

### Señor de la Casa de Villegas de Sasamón
Al recibir por mayorazgo de los Villegas el palacio de Sasamón, quien residía allí en su ausencia era una pariente de Diego Osorio que a su vez era la hija de Juan Osorio de Villegas y Cepeda, además de familiar de Teresa de Cepeda y Ahumada —más conocida como santa Teresa de Jesús— que en el año 1582 viniendo de Burgos y Villadiego se detuvo por breve tiempo, estando muy enferma, en dicho palacio —por lo cual también se lo conoce como «palacio de Santa Teresa»— cuando se dirigía a Palencia para seguir erigiendo conventos de la Orden de los Carmelitas Descalzos, aunque serían sus últimas fundaciones.

### Comandante de las galeras de Santo Domingo
Posteriormente el capitán Osorio se dirigió a Centroamérica, en el año 1583, con el fin de ocupar el mando de La Temeraria que era una de las dos galeras que comandaba el general Ruy Díaz de Mendoza, caballero de la Orden de San Juan.
Al poco tiempo, Alonso de Reina y los forzados de la nave Capitana que al zarpar de «La Yaguana» —antigua capital del cacicazgo taíno de Jaragua que había sido conquistada por los españoles en 1503— con el objetivo de traer bastimentos, se alzaron y mataron a su comandante Mendoza, por lo cual Osorio con su gente abordaron la nave sublevada y sometieron a los amotinados rápidamente, y luego de castigar a los culpables, siguió viaje a la isla Española, dirigiendo toda la flota. Por esta acción lo nombraron comandante de las galeras de Santo Domingo.

## Gobernador de la provincia de Venezuela

### Guerra civil venezolana colonial
Mientras residía en la ciudad de Santo Domingo, el rey Felipe II lo nombró gobernador de la provincia de Venezuela en Madrid el 4 de diciembre de 1588, por lo cual al recibir dicha noticia a principios del siguiente año, tuvo que embarcar hacia Sudamérica. Cuando llegó a Caracas en mayo de 1589 se encontró con una población soliviantada contra su predecesor Luis de Rojas y Mendoza, por lo que formularon una gran cantidad de quejas contra él, causa por la cual Osorio tuvo que hacerle juicio de residencia.
Este hecho desató una guerra civil, que enfrentó a los partidarios de Rojas con los de Osorio. Con el fin de acabar con las querellas, Osorio decidió recurrir a la Real Audiencia de Santo Domingo, que envió un juez pesquisidor, el licenciado Diego de Leguisamon, para investigar sobre las posibles vejaciones y maltratos hacia los aborígenes.

### Fundador de La Guaira
Leguisamon decidió encausar y procesar a varios personajes de clase alta, para obtener un mayor provecho de su comisión. Cuando Osorio se quejó ante la Audiencia, esta ordenó su retirada. Este hecho, sumado a lo que Osorio percibía cómo sus gestiones para repoblar la villa de Caraballeda no daban resultados, provocó que el 29 de junio de 1589 comenzara a construir un fuerte, una atarazana y un muelle, alrededor de las cuales se concentraría rápidamente la población, configurando la nueva localidad con fines portuarios: La Guaira.
Osorio también reformó las ordenanzas municipales con el fin de adaptarlas a las recientes necesidades administrativas. Él también propuso al cabildo la contratación del poeta Fernán de Ulloa, con el fin de que escribiera la crónica de la conquista española.

### Gestión económica y de defensa
También en 1589, la elevada falta de liquidez que se manifestaba en la hacienda provincial, impulsó que Osorio intentara convencer al consejo del cabildo para que convirtiera en moneda legal a las perlas de la isla Margarita, algo que lograría que se aprobara el 9 de septiembre. Fue también en ese mismo año cuando convocó en Caracas a los procuradores de las principales ciudades de la provincia de Venezuela, para hacer efectiva la elección de los mismos que representarían los intereses venezolanos ante la Corte madrileña. Fue elegido como procurador Simón de Bolívar "el Viejo" —bisabuelo del alcalde caraqueño Juan de Bolívar y Martínez de Villegas, y quien fuera a su vez, el abuelo del libertador venezolano Simón Bolívar— que era secretario de Osorio.
Impuso la nueva cédula real sobre las alcabalas, para reconstruir la flota de Indias, y no provocar disturbios antes ni durante el proceso de la reconstrucción, tomando el ejemplo de otras provincias americanas. Siempre intentó evitar los conflictos entre los españoles y los indígenas. También trató de controlar los abusos de los encomenderos.
El gobernador Osorio, entre los años 1594 y 1595 recorrió toda la provincia y se preocupó personalmente de preparar la defensa de la ciudad de Maracaibo, pero en este último año el corsario inglés Amyas Preston que al estar bordeando la costa venezolana por no encontrar al otro corsario Walter Raleigh, no siguió camino a Maracaibo como se esperaba en donde lo aguardaba el gobernador, y aprovechó para atacar La Guaira y saquear Caracas, a pesar del intento de resistencia por parte de algunos de sus habitantes, destacando entre ellos el cabildante Alonso Andrea de Ledesma. Tras volver a Caracas, Osorio Villegas organizó la defensa del litoral para tratar de resistir los futuros ataques de piratas, ordenando el establecimiento de varias guarniciones permanentes en las fortificaciones costeras. Este sería el único ataque pirata que sufriría Caracas en su historia colonial al contrario de las múltiples intervenciones similares infligidas en otras ciudades costeras de América.
Tras ser nombrado por el rey Felipe II como nuevo gobernador de La Española, sería reemplazado en la gobernación de Venezuela por Gonzalo de Piña Ludueña.

## Presidente-gobernador de la Capitanía General de Santo Domingo

### Predecesores en el cargo de autoridad
Su antecesor había sido Lope de Vega Portocarrero que tuvo en su poder también la gobernación-presidencia de la isla desde el 13 de julio de 1587, y a su vez, lo había precedido el licenciado Cristóbal de Ovalle que había sido nombrado presidente de la Real Audiencia desde el 4 de febrero de 1583 y además habría sido nombrado gobernador y capitán general desde el 31 de marzo del corriente, para evitar toda discordia gubernativa con lo oidores que se les prohibió por real cédula del 19 de abril del mismo año actuar en asuntos de gobierno de La Española.

### Nombramiento en el puesto y asunción
El 13 de junio de 1596 fue nombrado por el rey Felipe II de España como gobernador y capitán general de La Española y presidente de la Real Audiencia de Santo Domingo, pero el aviso regio a los oidores de la isla les llegaría recién el 16 de marzo de 1597, y esperando Osorio su reemplazo en Caracas partió el 7 de abril del corriente hacia el puerto de La Guaira, en donde embarcó con destino a La Española el 18 de mayo de 1597, pudiendo ocupar el puesto a finales del mismo mes.

### Señor de la Casa de Osorio de Villasandino
En 1598 se convertiría en el señor de la Casa de Osorio de Villasandino, en el Reino de España, por testamento de su primo materno Luis Osorio —hijo único de Antonio Osorio y de la sarda Catalina Mameli— que se había enlazado en Jerez de la Frontera con María de Argumedo pero que no dejara descendencia, y a su vez, lo había heredado de su tío homónimo Luis Osorio quien fuera caballero de la Orden de Alcántara, comendador de la Peraleda, gobernador de Aranjuez y virrey de Milán, y que se había casado con Isabel Tedaldi pero que tampoco tuvieran hijos.

### Pleito de la Casa de Villegas de Sasamón
Diego Osorio como propietario y señor feudal de la Casa de Villegas de la villa de Sasamón tenía privilegios en el lugar pero cuyos pobladores que no estaban de acuerdo con los mismos, entablaron un pleito en la Chancillería de Valladolid contra los Villegas-Osorio, ya que en la situación en que se encontraban no debería haber hidalgos ni poseer bienes exentos de tributos, y para lograr de esta manera la concesión de lugar de behetría de mar a mar o cerrada y poder elegir así a su señor.
En un principio fallaron en contra de los habitantes de Sasamón pero posteriormente le ganarían a su única heredera, por lo cual, los Villegas abandonarían definitivamente el pueblo, pasando el palacio a una prima suya que estaba casada con un Corral.

### Fallecimiento
Aunque su gestión fuera muy aceptada por la población venezolana que, tras finalizar su mandato, solicitó a la Corona su regreso al gobierno de la provincia, de todas formas, Osorio permaneció en Santo Domingo donde moriría tres años después debido a una hemoptisis, el 26 de octubre de 1600.
Basándose en la información aportada por las crónicas de la época, tras morir obtuvo el título de padre de los pobres y los esclavos negros de los ingenios dominicanos, participaron en numerosas misas públicas organizadas en su honor.

## Matrimonio y descendencia
El capitán Diego de Osorio y Villegas se había unido en matrimonio en la ciudad de Sevilla con Beatriz de Herrera y Molina (n. Sasamón, ca. 1555) —hija de Alonso de Medina y de Leonor de Herrera y Molina— y al ser mandado Osorio a Centroamérica debieron separarse por un tiempo pero por real cédula de El Pardo con fecha del 4 de mayo de 1587 se mandó al capitán general de las galeras Pedro Meléndez Márquez que lo habían mandado al Virreinato de Nueva España, para que la acomodase en un navío y poder reunirse por fin con su marido, el entonces gobernador de La Española, pero lamentablemente ella enfermó y postergó su viaje. Beatriz lograría finalmente pasar a Sudamérica junto a su concuñado Juan de Ayala Calderón a mediados de mayo de 1589 —luego de que su marido recibiera del rey Felipe II el nombramiento como gobernador de la provincia de Venezuela el 4 de diciembre de 1588— desembarcando en Caracas.
Diego Osorio y Beatriz de Herrera concibieron solo una hija legítima:
- Leonor María Osorio de Villegas[23][40][42] (n. ca. 1575) que como única heredera[43] se convirtió en señora de la Casa de Osorio de Villasandino y se casaría en Santo Domingo hacia 1601[43] con su tío paterno[42][44] Antonio Osorio y Villegas[23][40] (n. Villasandino, ca. 1543) quien fuera presidente-gobernador de la Capitanía General de Santo Domingo durante dos períodos, de 1564 a 1565 y desde el 26 de octubre de 1600 —sucediendo en el cargo a su difunto hermano— hasta el año 1608, fecha que pasaría el mando por enfermedad al capitán Diego Gómez de Sandoval.[21] De este enlace nació Diego Osorio y Osorio[42] que sería caballero de la Orden de Santiago, merino real y heredero del mayorazgo materno.

Una vez viudo tuvo tres hijos ilegítimos con la ya citada María de Argumedo (n. ca. 1570), hija del regidor Cristóbal López y de Elvira de Argumedo, y viuda del señor Luis Osorio Mameli, el primo materno que testara el mayorazgo en 1598 a favor de Diego Osorio. Aquellos fueron los siguientes:
- Antonio Fernández Osorio de Villegas[45] (n. 1598) que se casó en Sevilla con María de Cervantes y Hurtado de Mendoza[45] y quienes tuvieran cuatro hijos.
- Diego Álvarez Osorio[20] (n. 1599) que sirvió 16 años, como soldado y alférez, en Flandes,[20] participó en el sitio de Ostende[20] y luego serviría en las galeras de Sicilia.[20]
- Beatriz Osorio (n. 1600) que se uniría en matrimonio con el capitán Juan de Heredia y con quien concibió al futuro capitán José de Heredia y Osorio.

## Ancestros
| \| \| \| \| \| \| \| \| \| \| \| \| \| \| \| \| \| \| \| \| 16. Pedro Díaz de Villegas, I señor de la villa y comarca de Villegas y de la Casa de Villegas de Sasamón (hijo de Ruy Pérez II de Villegas, I señor de Cóbreces, Villasevil, Castillo Pedroso y Acereda, II señor de Moñux y Caracena, y V señor de Villegas, Villamorón, Pedrosa del Páramo, Manciles, Valdegómez, Manquillos y del palacio de la Casa de Villegas de Sasamón, además de merino mayor de Castilla) \| \| \| \| \| \| \| \| \| \| \| \| \| \| \| \| \| \| \| \| \| \| \| \| \| \| \| \| \| \| \| \| \| \| \| \| \| \| \| \| \| \| \| \| \| \| \| \| \| \| \| \| \| \| 8. Juan de Villegas, II señor de la villa y comarca de Villegas y de la Casa de Villegas de Sasamón \| \| \| \| \| \| \| \| \| \| \| \| \| \| \| \| \| \| \| \| \| \| \| \| \| \| \| \| \| \| \| \| \| \| \| \| \| \| \| \| \| \| \| \| \| \| \| \| \| \| \| \| \| \| 17. Juana Ruiz de Salinas \| \| \| \| \| \| \| \| \| \| \| \| \| \| \| \| \| \| \| \| \| \| \| \| \| \| \| \| \| \| \| \| \| \| \| \| \| \| \| \| \| \| \| \| \| \| \| \| \| \| \| \| \| \| 4. Juan Gutiérrez de Villegas, bachiller, I señor de la Casa de Villegas de Sasamón \| \| \| \| \| \| \| \| \| \| \| \| \| \| \| \| \| \| \| \| \| \| \| \| \| \| \| \| \| \| \| \| \| \| \| \| \| \| \| \| \| \| \| \| \| \| \| \| \| \| \| \| \| \| 9. Elvira Esteváñez \| \| \| \| \| \| \| \| \| \| \| \| \| \| \| \| \| \| \| \| \| \| \| \| \| \| \| \| \| \| \| \| \| \| \| \| \| \| \| \| \| \| \| \| \| \| \| \| \| \| \| \| \| \| 2. Martín Gutiérrez de Villegas, licenciado en Leyes, II señor de la Casa de Villegas de Sasamón \| \| \| \| \| \| \| \| \| \| \| \| \| \| \| \| \| \| \| \| \| \| \| \| \| \| \| \| \| \| \| \| \| \| \| \| \| \| \| \| \| \| \| \| \| \| \| \| \| \| \| \| \| \| 20. N. de Caraveo \| \| \| \| \| \| \| \| \| \| \| \| \| \| \| \| \| \| \| \| \| \| \| \| \| \| \| \| \| \| \| \| \| \| \| \| \| \| \| \| \| \| \| \| \| \| \| \| \| \| \| \| \| \| 10. N. González de Caraveo \| \| \| \| \| \| \| \| \| \| \| \| \| \| \| \| \| \| \| \| \| \| \| \| \| \| \| \| \| \| \| \| \| \| \| \| \| \| \| \| \| \| \| \| \| \| \| \| \| \| \| \| \| \| 5. Elvira González de Caraveo \| \| \| \| \| \| \| \| \| \| \| \| \| \| \| \| \| \| \| \| \| \| \| \| \| \| \| \| \| \| \| \| \| \| \| \| \| \| \| \| \| \| \| \| \| \| \| \| \| \| \| \| \| \| 11. NN. \| \| \| \| \| \| \| \| \| \| \| \| \| \| \| \| \| \| \| \| \| \| \| \| \| \| \| \| \| \| \| \| \| \| \| \| \| \| \| \| \| \| \| \| \| \| \| \| \| \| \| \| \| \| 1. Diego de Osorio y Villegas, III señor de la Casa de Villegas de Sasamón y de la Casa de Osorio de Villasandino, gobernador de la provincia de Venezuela, y capitán general y presidente de la Real Audiencia de Santo Domingo \| \| \| \| \| \| \| \| \| \| \| \| \| \| \| \| \| \| \| \| \| \| \| \| \| \| \| \| \| \| \| \| \| \| \| \| \| \| \| \| \| \| \| \| \| \| \| \| \| \| \| \| \| \| 24. Juan Álvarez Osorio (hijo de Sancho Álvarez Osorio, señor de Cortes y Villadiego, y nieto de Álvar Pérez Osorio, señor de Villalobos y Castroverde \| \| \| \| \| \| \| \| \| \| \| \| \| \| \| \| \| \| \| \| \| \| \| \| \| \| \| \| \| \| \| \| \| \| \| \| \| \| \| \| \| \| \| \| \| \| \| \| \| \| \| \| \| \| 12. Diego Osorio, señor de Villasandino \| \| \| \| \| \| \| \| \| \| \| \| \| \| \| \| \| \| \| \| \| \| \| \| \| \| \| \| \| \| \| \| \| \| \| \| \| \| \| \| \| \| \| \| \| \| \| \| \| \| \| \| \| \| 25. María Manuel (hija de Sancho Manuel y de Ginebra de Acuña, señora de Busto y de Revilla; nieta de Juan Sánchez Manuel, I conde de Carrión, y de Juana de Aragón; bisnieta de Sancho Manuel de Castilla, I señor del Infantado y de Carrión, además de adelantado mayor de Murcia, y de María Rodríguez de Castañeda; tataranieta del infante Manuel de Castilla, y chozna del rey Jaime I "el Conquistador" \| \| \| \| \| \| \| \| \| \| \| \| \| \| \| \| \| \| \| \| \| \| \| \| \| \| \| \| \| \| \| \| \| \| \| \| \| \| \| \| \| \| \| \| \| \| \| \| \| \| \| \| \| \| 6. Luis Osorio, señor de Villasandino \| \| \| \| \| \| \| \| \| \| \| \| \| \| \| \| \| \| \| \| \| \| \| \| \| \| \| \| \| \| \| \| \| \| \| \| \| \| \| \| \| \| \| \| \| \| \| \| \| \| \| \| \| \| 26. N. de Zarauz \| \| \| \| \| \| \| \| \| \| \| \| \| \| \| \| \| \| \| \| \| \| \| \| \| \| \| \| \| \| \| \| \| \| \| \| \| \| \| \| \| \| \| \| \| \| \| \| \| \| \| \| \| \| 13. María Ortiz de Zarauz \| \| \| \| \| \| \| \| \| \| \| \| \| \| \| \| \| \| \| \| \| \| \| \| \| \| \| \| \| \| \| \| \| \| \| \| \| \| \| \| \| \| \| \| \| \| \| \| \| \| \| \| \| \| 27. NN. \| \| \| \| \| \| \| \| \| \| \| \| \| \| \| \| \| \| \| \| \| \| \| \| \| \| \| \| \| \| \| \| \| \| \| \| \| \| \| \| \| \| \| \| \| \| \| \| \| \| \| \| \| \| 3. Beatriz Osorio \| \| \| \| \| \| \| \| \| \| \| \| \| \| \| \| \| \| \| \| \| \| \| \| \| \| \| \| \| \| \| \| \| \| \| \| \| \| \| \| \| \| \| \| \| \| \| \| \| \| \| \| \| \| 28. Rodrigo de Vozmediano, señor de Terradillos y Bustocirio \| \| \| \| \| \| \| \| \| \| \| \| \| \| \| \| \| \| \| \| \| \| \| \| \| \| \| \| \| \| \| \| \| \| \| \| \| \| \| \| \| \| \| \| \| \| \| \| \| \| \| \| \| \| 14. Juan de Vozmediano y Barba, capitán, señor de Terradillos y Bustocirio \| \| \| \| \| \| \| \| \| \| \| \| \| \| \| \| \| \| \| \| \| \| \| \| \| \| \| \| \| \| \| \| \| \| \| \| \| \| \| \| \| \| \| \| \| \| \| \| \| \| \| \| \| \| 29. Constanza Barba (hija de Pedro Barba, señor de Castrofuerte) \| \| \| \| \| \| \| \| \| \| \| \| \| \| \| \| \| \| \| \| \| \| \| \| \| \| \| \| \| \| \| \| \| \| \| \| \| \| \| \| \| \| \| \| \| \| \| \| \| \| \| \| \| \| 7. Francisca de Vozmediano y Barba \| \| \| \| \| \| \| \| \| \| \| \| \| \| \| \| \| \| \| \| \| \| \| \| \| \| \| \| \| \| \| \| \| \| \| \| \| \| \| \| \| \| \| \| \| \| \| \| \| \| \| \| \| \| 30. Alvar Rodríguez de Escobar, señor de Calzadilla de los Hermanillos y Bercianos \| \| \| \| \| \| \| \| \| \| \| \| \| \| \| \| \| \| \| \| \| \| \| \| \| \| \| \| \| \| \| \| \| \| \| \| \| \| \| \| \| \| \| \| \| \| \| \| \| \| \| \| \| \| 15. Francisca de Escobar, señora de Calzadilla de los Hermanillos \| \| \| \| \| \| \| \| \| \| \| \| \| \| \| \| \| \| \| \| \| \| \| \| \| \| \| \| \| \| \| \| \| \| \| \| \| \| \| \| \| \| \| \| \| \| \| \| \| \| \| \| \| \| 31. Blanca de Herrera \| \| \| \| \| \| \| \| \| \| \| \| \| \| \| \| \| \| \| \| \| \| \| \| \| \| \| \| \| \| \| \| \| \| \| \| \| \| \| \| \| \| \| \| \| \| \| \| \| \| \| \| | |  |  |  |  |  |  |  |  |  |  |  |  |  |  |  |
| | |  |  |  |  |  |  |  |  |  |  |  |  |  |  |  |
| | 16. Pedro Díaz de Villegas, I señor de la villa y comarca de Villegas y de la Casa de Villegas de Sasamón (hijo de Ruy Pérez II de Villegas, I señor de Cóbreces, Villasevil, Castillo Pedroso y Acereda, II señor de Moñux y Caracena, y V señor de Villegas, Villamorón, Pedrosa del Páramo, Manciles, Valdegómez, Manquillos y del palacio de la Casa de Villegas de Sasamón, además de merino mayor de Castilla) |  |  |  |  |  |  |  |  |  |  |  |  |  |  |  |
| | |  |  |  |  |  |  |  |  |  |  |  |  |  |  |  |
| | |  |  |  |  |  |  |  |  |  |  |  |  |  |  |  |
| | 8. Juan de Villegas, II señor de la villa y comarca de Villegas y de la Casa de Villegas de Sasamón |  |  |  |  |  |  |  |  |  |  |  |  |  |  |  |
| | |  |  |  |  |  |  |  |  |  |  |  |  |  |  |  |
| | |  |  |  |  |  |  |  |  |  |  |  |  |  |  |  |
| | 17. Juana Ruiz de Salinas |  |  |  |  |  |  |  |  |  |  |  |  |  |  |  |
| | |  |  |  |  |  |  |  |  |  |  |  |  |  |  |  |
| | |  |  |  |  |  |  |  |  |  |  |  |  |  |  |  |
| | 4. Juan Gutiérrez de Villegas, bachiller, I señor de la Casa de Villegas de Sasamón |  |  |  |  |  |  |  |  |  |  |  |  |  |  |  |
| | |  |  |  |  |  |  |  |  |  |  |  |  |  |  |  |
| | |  |  |  |  |  |  |  |  |  |  |  |  |  |  |  |
| | 9. Elvira Esteváñez |  |  |  |  |  |  |  |  |  |  |  |  |  |  |  |
| | |  |  |  |  |  |  |  |  |  |  |  |  |  |  |  |
| | |  |  |  |  |  |  |  |  |  |  |  |  |  |  |  |
| | 2. Martín Gutiérrez de Villegas, licenciado en Leyes, II señor de la Casa de Villegas de Sasamón |  |  |  |  |  |  |  |  |  |  |  |  |  |  |  |
| | |  |  |  |  |  |  |  |  |  |  |  |  |  |  |  |
| | |  |  |  |  |  |  |  |  |  |  |  |  |  |  |  |
| | 20. N. de Caraveo |  |  |  |  |  |  |  |  |  |  |  |  |  |  |  |
| | |  |  |  |  |  |  |  |  |  |  |  |  |  |  |  |
| | |  |  |  |  |  |  |  |  |  |  |  |  |  |  |  |
| | 10. N. González de Caraveo |  |  |  |  |  |  |  |  |  |  |  |  |  |  |  |
| | |  |  |  |  |  |  |  |  |  |  |  |  |  |  |  |
| | |  |  |  |  |  |  |  |  |  |  |  |  |  |  |  |
| | 5. Elvira González de Caraveo |  |  |  |  |  |  |  |  |  |  |  |  |  |  |  |
| | |  |  |  |  |  |  |  |  |  |  |  |  |  |  |  |
| | |  |  |  |  |  |  |  |  |  |  |  |  |  |  |  |
| | 11. NN. |  |  |  |  |  |  |  |  |  |  |  |  |  |  |  |
| | |  |  |  |  |  |  |  |  |  |  |  |  |  |  |  |
| | |  |  |  |  |  |  |  |  |  |  |  |  |  |  |  |
| | 1. Diego de Osorio y Villegas, III señor de la Casa de Villegas de Sasamón y de la Casa de Osorio de Villasandino, gobernador de la provincia de Venezuela, y capitán general y presidente de la Real Audiencia de Santo Domingo |  |  |  |  |  |  |  |  |  |  |  |  |  |  |  |
| | |  |  |  |  |  |  |  |  |  |  |  |  |  |  |  |
| | |  |  |  |  |  |  |  |  |  |  |  |  |  |  |  |
| | 24. Juan Álvarez Osorio (hijo de Sancho Álvarez Osorio, señor de Cortes y Villadiego, y nieto de Álvar Pérez Osorio, señor de Villalobos y Castroverde |  |  |  |  |  |  |  |  |  |  |  |  |  |  |  |
| | |  |  |  |  |  |  |  |  |  |  |  |  |  |  |  |
| | |  |  |  |  |  |  |  |  |  |  |  |  |  |  |  |
| | 12. Diego Osorio, señor de Villasandino |  |  |  |  |  |  |  |  |  |  |  |  |  |  |  |
| | |  |  |  |  |  |  |  |  |  |  |  |  |  |  |  |
| | |  |  |  |  |  |  |  |  |  |  |  |  |  |  |  |
| | 25. María Manuel (hija de Sancho Manuel y de Ginebra de Acuña, señora de Busto y de Revilla; nieta de Juan Sánchez Manuel, I conde de Carrión, y de Juana de Aragón; bisnieta de Sancho Manuel de Castilla, I señor del Infantado y de Carrión, además de adelantado mayor de Murcia, y de María Rodríguez de Castañeda; tataranieta del infante Manuel de Castilla, y chozna del rey Jaime I "el Conquistador"      |  |  |  |  |  |  |  |  |  |  |  |  |  |  |  |
| | |  |  |  |  |  |  |  |  |  |  |  |  |  |  |  |
| | |  |  |  |  |  |  |  |  |  |  |  |  |  |  |  |
| | 6. Luis Osorio, señor de Villasandino |  |  |  |  |  |  |  |  |  |  |  |  |  |  |  |
| | |  |  |  |  |  |  |  |  |  |  |  |  |  |  |  |
| | |  |  |  |  |  |  |  |  |  |  |  |  |  |  |  |
| | 26. N. de Zarauz |  |  |  |  |  |  |  |  |  |  |  |  |  |  |  |
| | |  |  |  |  |  |  |  |  |  |  |  |  |  |  |  |
| | |  |  |  |  |  |  |  |  |  |  |  |  |  |  |  |
| | 13. María Ortiz de Zarauz |  |  |  |  |  |  |  |  |  |  |  |  |  |  |  |
| | |  |  |  |  |  |  |  |  |  |  |  |  |  |  |  |
| | |  |  |  |  |  |  |  |  |  |  |  |  |  |  |  |
| | 27. NN. |  |  |  |  |  |  |  |  |  |  |  |  |  |  |  |
| | |  |  |  |  |  |  |  |  |  |  |  |  |  |  |  |
| | |  |  |  |  |  |  |  |  |  |  |  |  |  |  |  |
| | 3. Beatriz Osorio |  |  |  |  |  |  |  |  |  |  |  |  |  |  |  |
| | |  |  |  |  |  |  |  |  |  |  |  |  |  |  |  |
| | |  |  |  |  |  |  |  |  |  |  |  |  |  |  |  |
| | 28. Rodrigo de Vozmediano, señor de Terradillos y Bustocirio |  |  |  |  |  |  |  |  |  |  |  |  |  |  |  |
| | |  |  |  |  |  |  |  |  |  |  |  |  |  |  |  |
| | |  |  |  |  |  |  |  |  |  |  |  |  |  |  |  |
| | 14. Juan de Vozmediano y Barba, capitán, señor de Terradillos y Bustocirio |  |  |  |  |  |  |  |  |  |  |  |  |  |  |  |
| | |  |  |  |  |  |  |  |  |  |  |  |  |  |  |  |
| | |  |  |  |  |  |  |  |  |  |  |  |  |  |  |  |
| | 29. Constanza Barba (hija de Pedro Barba, señor de Castrofuerte) |  |  |  |  |  |  |  |  |  |  |  |  |  |  |  |
| | |  |  |  |  |  |  |  |  |  |  |  |  |  |  |  |
| | |  |  |  |  |  |  |  |  |  |  |  |  |  |  |  |
| | 7. Francisca de Vozmediano y Barba |  |  |  |  |  |  |  |  |  |  |  |  |  |  |  |
| | |  |  |  |  |  |  |  |  |  |  |  |  |  |  |  |
| | |  |  |  |  |  |  |  |  |  |  |  |  |  |  |  |
| | 30. Alvar Rodríguez de Escobar, señor de Calzadilla de los Hermanillos y Bercianos |  |  |  |  |  |  |  |  |  |  |  |  |  |  |  |
| | |  |  |  |  |  |  |  |  |  |  |  |  |  |  |  |
| | |  |  |  |  |  |  |  |  |  |  |  |  |  |  |  |
| | 15. Francisca de Escobar, señora de Calzadilla de los Hermanillos |  |  |  |  |  |  |  |  |  |  |  |  |  |  |  |
| | |  |  |  |  |  |  |  |  |  |  |  |  |  |  |  |
| | |  |  |  |  |  |  |  |  |  |  |  |  |  |  |  |
| | 31. Blanca de Herrera |  |  |  |  |  |  |  |  |  |  |  |  |  |  |  |
| | |  |  |  |  |  |  |  |  |  |  |  |  |  |  |  |
| | |  |  |  |  |  |  |  |  |  |  |  |  |  |  |  |